# Fano
Fano er en italiensk by (og kommune) i regionen Marche i Italien, med omkring 59.785(2023) indbyggere.